# Daiki Hotta
Daiki Hotta (jap. 堀田 大暉, Hotta Daiki; * 5. Oktober 1994 in der Präfektur Miyagi) ist ein japanischer Fußballspieler.

## Karriere
Daiki Hotta erlernte das Fußballspielen in der Jugendmannschaft von Vegalta Sendai sowie in der Universitätsmannschaft der Tōkai-Universität. Seinen ersten Vertrag unterschrieb er 2017 beim Fukushima United FC. Der Verein aus Fukushima, einer Großstadt in der gleichnamigen Präfektur Fukushima im Nordosten der Hauptinsel Honshū, spielte in der dritthöchsten Liga des Landes, der J3 League. Für Fukushima stand er 59-mal im Tor. 2020 unterschrieb er einen Vertrag beim Erstligisten Shonan Bellmare in Hiratsuka. Am 29. Juni 2020 wechselte er auf Leihbasis zum Zweitligisten Zweigen Kanazawa. Nach einem Monat wurde der Leihvertrag wieder aufgelöst unn er kehrte zu Shonan zurück. Zu Beginn der Saison 2022 wechselte er wieder auf Leihbasis zum Zweitligisten Fagiano Okayama nach Okayama. Hier bestritt er 28 Ligaspiele und wurde nach der Saison im Februar 2023 fest von Fagiano unter Vertrag genommen. Am Ende der Saison 2024 belegte er mit Okayama den fünften Tabellenplatz und qualifizierte sich somit zu den Aufstiegsspielen zur ersten Liga. Hier konnte man sich im Finale gegen Vegalta Sendai durchsetzen und stieg somit in die erste Liga auf. Nach dem Abstieg verließ er den Verein und schloss sich im Januar dem Zweitligisten Vegalta Sendai an.